# イサングループ
イサングループは、愛知県名古屋市に本社であるイサン株式会社（英: EESUN CO., LTD.）を置く企業グループ。主力事業は外食チェーン。他に小売業、パチンコホール、損害保険代理店、不動産事業など。

## 概要
1969年（昭和44年）にイサン株式会社（旧名：泰生商事株式会社）を設立した。
蟹料理店である「かに将軍」、「かに家」、蟹と肉の鉄板焼き店である「蟹遊亭」、魚介・湯葉等をメインにした「つれづれ」、鰻料理の「う家」などの飲食店を札幌、関東、東海、京都に展開する他、百貨店内を中心とした持ち帰り寿司販売店を札幌から福岡まで全国で展開している。かつては、牛しゃぶしゃぶ店や、ふぐ料理店、イタリア料理店、セルフ讃岐うどん店等も展開していた。
また、カメラ量販を中心とした家電量販店「トップカメラ」の運営も行っている。2000年代までは名古屋でカメラと言えば、アサヒドーカメラかウォッチマンか、トップカメラかという三つ巴の勢いであったが、デジタルカメラの普及に伴い銀塩カメラは衰退し、それに連動して消耗品であるフイルムや現像用品やプリントサービスも大きく減少したことや、カメラ販売の主な発売場もカメラ専門店から家電量販店へと移行し、販売競争が激化したこと等により、やがて3社とも一時の勢いを失い、まず2006年にウオッチマンが経営破綻して店舗が閉店し、他の2社も苦戦する状況となった。2010年代になるとスマートフォンが爆発的に伸びた事もあり、カメラ専門店はより苦境に立たされている。
トップカメラは全盛期は名古屋市内のみならず静岡県静岡市の呉服町商店街や京都府京都市にも各1店舗ずつが進出していた。
パチンコホール事業に関しても、最盛期には愛知県を中心に、三重県、北海道、神奈川県等に幅広く展開していたが、同グループの運営ホールは中規模小規模のものが多く、大規模パチンコチェーンの進出が激化すると、徐々に遠隔地からは撤退していった。

## 沿革
- 1969年（昭和44年）9月 - 泰生商事株式会社設立[1]。
- 2011年（平成23年）7月 - 泰生商事株式会社を現社名であるイサン株式会社に社名変更[1]。

## 店舗
- 北海道かに将軍 - 蟹料理[2]
- 札幌かに家（かにや） - 蟹料理[2]
- かにと肉の鉄板焼き 蟹遊亭（かいゆうてい） - 鉄板焼き[2]
- 湯葉・豆富・日本料理 京都つれづれ - 日本料理[2]
- ひつまぶし う家 - ひつまぶし・鰻[2] 鰻のサイズが二種類から選べる珍しい鰻店
- トップカメラ - カメラ・家電量販[3]
- 大統領 - パチンコ
- PALAZZO - パチンコ
- USA - パチンコ

## 過去に経営していた店舗
- フォトガーデン - DPE
  - 名古屋市内に複数店舗存在した｡
- 讃岐釜揚うどん高松製麺 - セルフ讃岐うどん
  - 西枇杷島町・岐阜市に存在した。

## 関連会社
- 泰生商事株式会社　（1969年設立の法人とは別法人）
- 山本コーポレーション株式会社
- 株式会社アミューズメント

## エピソード
- 飲食店店頭の巨大なカニ看板の使用権を「株式会社かに道楽」「株式会社名古屋かに道楽（現：株式会社札幌かに本家）」と裁判で争い敗訴したことがある[4]。
- 2000年代まで名古屋で勢いのあったウォッチマンやアサヒドーカメラや美宝堂と異なり、トップカメラは広告宣伝活動にはそれ程力を入れていなかった。テレビCMソングは二種類あり、開店当初に使用し、後に開店した京都店および静岡店のCMでも使用されていた「安さ一番、トップカメラ」というオリジナルソングと、草競馬の替え歌「名古屋は栄のど真ん中、安さ一番トップカメラ」があった。後者は現在も店舗で流されており、公式サイトでも試聴できる。
- かに将軍は、開業当時九重親方・元横綱千代の富士がテレビCMに出演していた。